# شريحة الصوت

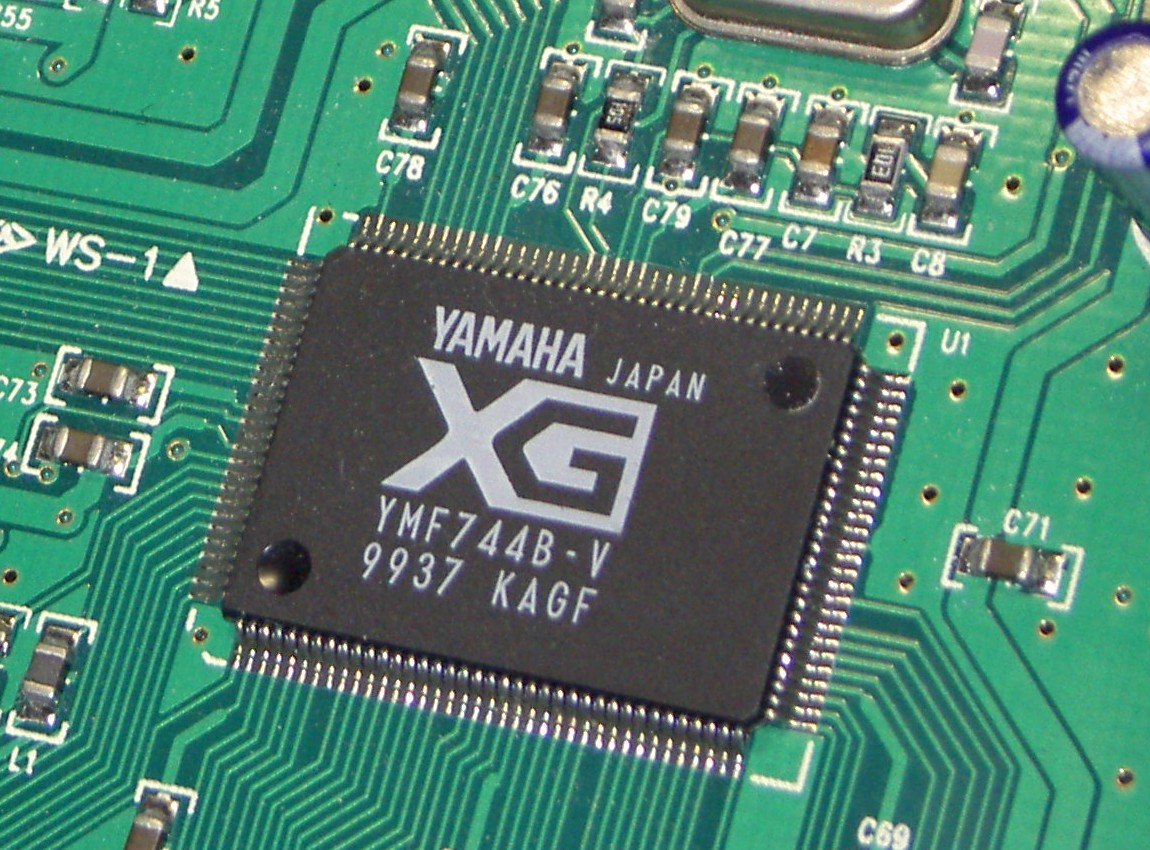

شريحة الصوت هي دائرة متكاملة مُصممة لإنتاج الصوت. وربما تنتجه من خلال نظم رقمية أو تناظرية أو الإلكترونيات المختلطة. شريحة الصوت عادة ما تحتوي على مذبذب، متحكمات المغلف [الإنجليزية]، الاستعيان، الفلتر [الإنجليزية] والمضخم. في خلال أواخر القرن العشرين، شرائح الصوت استخدمت بكثرة في ألعاب آركيد ولوحة نظام آركيد [الإنجليزية]، مشغل ألعاب الفيديو، الكمبيوتر المنزلي، وفي بطاقات الصوت الخاصة بالكمبيوتر.

## مولدات الصوت القابلة للبرمجة (PSG)

### آتاري
- محول واجهة التلفزيون [الإنجليزية]، يجمع بين وحدة الصوت ووحدة تحكم عرض الفيديو [الإنجليزية]، والتي أستخدمت في أتاري 2600 وأتاري 7800 وفي أتاري فيديو ميوزك (Atari Video Music)، وهو مُظهر الموسيقى للتلفزيون.
- أتاري بوكي (POKEY)، والذي استخدم في أجهزة عائلة أتاري 8-بت، وأتاري 5200، و في بعض شرائط أتاري 7800.
- أتاري أمي (Atari AMY)،صُنع خصيصاً لـ65XEM، لكنه لم يصدر أبداً.

## روابط خارجية
- مولدات الصوت لأجهزة الكمبيوتر المنزلي في عام 1980 - الموقع لديه قائمة من الشرائح، والصور وشرائح البيانات، إلخ.